# Cry for a Shadow
Cry for a Shadow é uma das primeiras composições dos Beatles (possivelmente a primeira instrumental). Creditada à Lennon e Harrison (a única que os dois compuseram juntos), foi tocada pela primeira vez em 1961, quando os Beatles estavam trabalhando como grupo de apoio de Tony Sheridan. A banda nessa época era composta por John Lennon, Paul McCartney, George Harrison e Pete Best. A composição é uma paródia do grupo de rock instrumental inglês The Shadows.
- George Harrison — guitarra solo
- Paul McCartney — baixo
- John Lennon — guitarra
- Pete Best — bateria